# Martin Riedl
Martin Riedl es un deportista austríaco que compitió en bobsleigh en la modalidad cuádruple. Ganó dos medallas en el Campeonato Europeo de Bobsleigh, oro en 1990 y plata en 1992.

## Palmarés internacional
| Campeonato Europeo | Campeonato Europeo   | Campeonato Europeo | Campeonato Europeo |
| Año                | Lugar                | Medalla            | Prueba             |
| ------------------ | -------------------- | ------------------ | ------------------ |
| 1990               | Igls (Austria)       | Medalla de oro     | Cuádruple          |
| 1992               | Königssee (Alemania) | Medalla de plata   | Cuádruple          |